# Bretterscher Graben
Der Brettersche Graben ist ein Meliorationsgraben und orographisch linker Zufluss der Löcknitz auf der Gemarkung der
Stadt Erkner im Landkreis Oder-Spree in Brandenburg. Er ist das älteste noch erhaltene Bauwerk der Stadt.

## Geschichte
Friedrich II. ließ im Zuge der Kolonisation der Region in Erkner im Jahr 1740 drei Pfälzer Kolonistenfamilien ansiedeln. Sie sollten das Land zwischen Spree und Dämeritzsee nutzbar machen. Nach Plänen des Ingenieurs Martin Friedrich Knoblauch entstand zwischen 1752 und 1755 der Graben. Er sollte die zwischen der Wohnbebauung und der Spree gelegenen Flächen entwässern, um sie für landwirtschaftliche Zwecke zu nutzen. Kopien der Entwurfsplanung sowie ein Kostenvorschlag werden im Heimatmuseum der Stadt aufbewahrt. In den Karten des Deutschen Reiches ist noch eine direkte Verbindung zwischen Spree und dem Graben erkennbar. Im 21. Jahrhundert befindet sich dort ein Schöpfwerk.

## Verlauf
Der Graben beginnt wenige Meter nördlich der Spree, die in diesem Bereich von Osten kommend in nordwestlicher Richtung verläuft. Er fließt vorzugsweise in nordnordöstlicher Richtung und nimmt dabei Wasser auf, das in der Niederung südlich von Neuseeland, einem Wohnplatz der Stadt, entsteht. Ein weiterer Zufluss erfolgt von Osten. Der Graben unterquert anschließend die Buchhorster Straße und verläuft weiterhin in nordnordöstlicher Richtung. Über zwei weitere Stichkanäle wird Wasser von Westen bzw. Osten aufgenommen. Anschließend unterquert er die Seestraße und mündet wenige Meter weiter nördlich in die Löcknitz.